# Fentolamin
Fentolamin (regitin) je reverzibilni neselektivni alfa-adrenergički antagonist.

## Mehanizam
Njegovo primarno dejstvo je vazodilatacija putem α1 blokade.
On takođe može da dovede do refleksne tahikardije zbog hipotenzije i α2 inhibicije, čime se povišava simpatetički ton.

## Hemija
Fentolamin, 2-[[N-(3′-hidroksifenil)-para-toluidion]metil]-2-imidazolin, se sintetiše putem alkilacije 3-(4-metilanilino)fenola koristeći 2-hlorometilimidazolin.

## Spoljašnje veze
|  | Molimo Vas, obratite pažnju na važno upozorenje u vezi sa temama iz oblasti medicine (zdravlja). |